# Порто (Перуђа)
Порто је насеље у Италији у округу Перуђа, региону Умбрија.
Према процени из 2011. у насељу је живело 150 становника. Насеље се налази на надморској висини од 290 м.